# Jakttorn

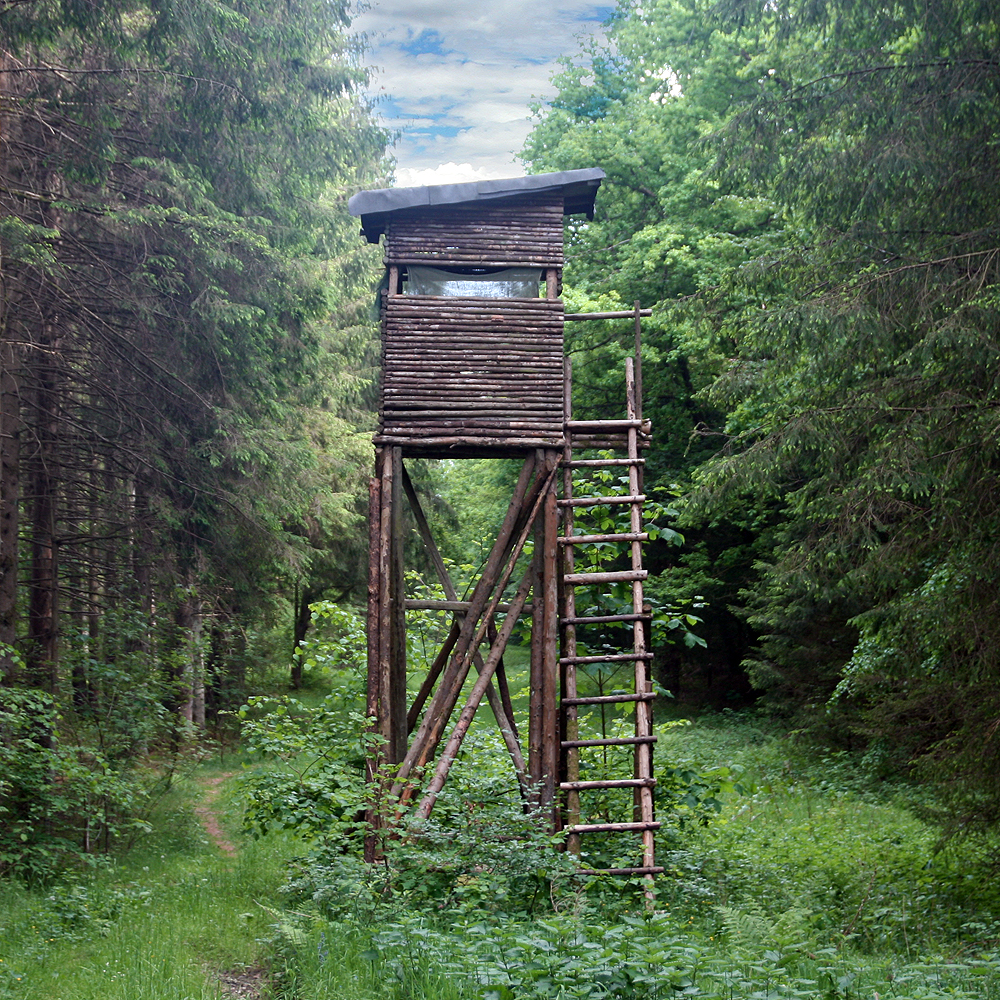
Jakttorn.

Ett jakttorn är en torn som sätts upp vid platser där vilt skall jagas.
Jakttorn är vanligen byggda av trä. De är oftast uppförda i anslutning till kalhyggen men även vid andra öppna platser som vid ängar, mossar och kraftledningsgator. Jakttorn används vid framförallt drev- och vakjakt, och i södra Sverige är de ofta nyttjade vid älgjakten, varför en vanlig synonym är "Älgtorn".
Dessa torn gör jakten säkrare eftersom sikten förbättras och beslutet om djuret är skjutbart eller inte underlättas.

## Skjutstege
Skjutstege är en enklare form av jakttorn, oftast i form av en stege med en sits längst upp som lutas mot ett träd. Den kan förses med en ram längst upp som fungerar som skjutstöd.
Det finns även skjutstegar som är bärbara och de är ofta gjorda i lättmetall. 

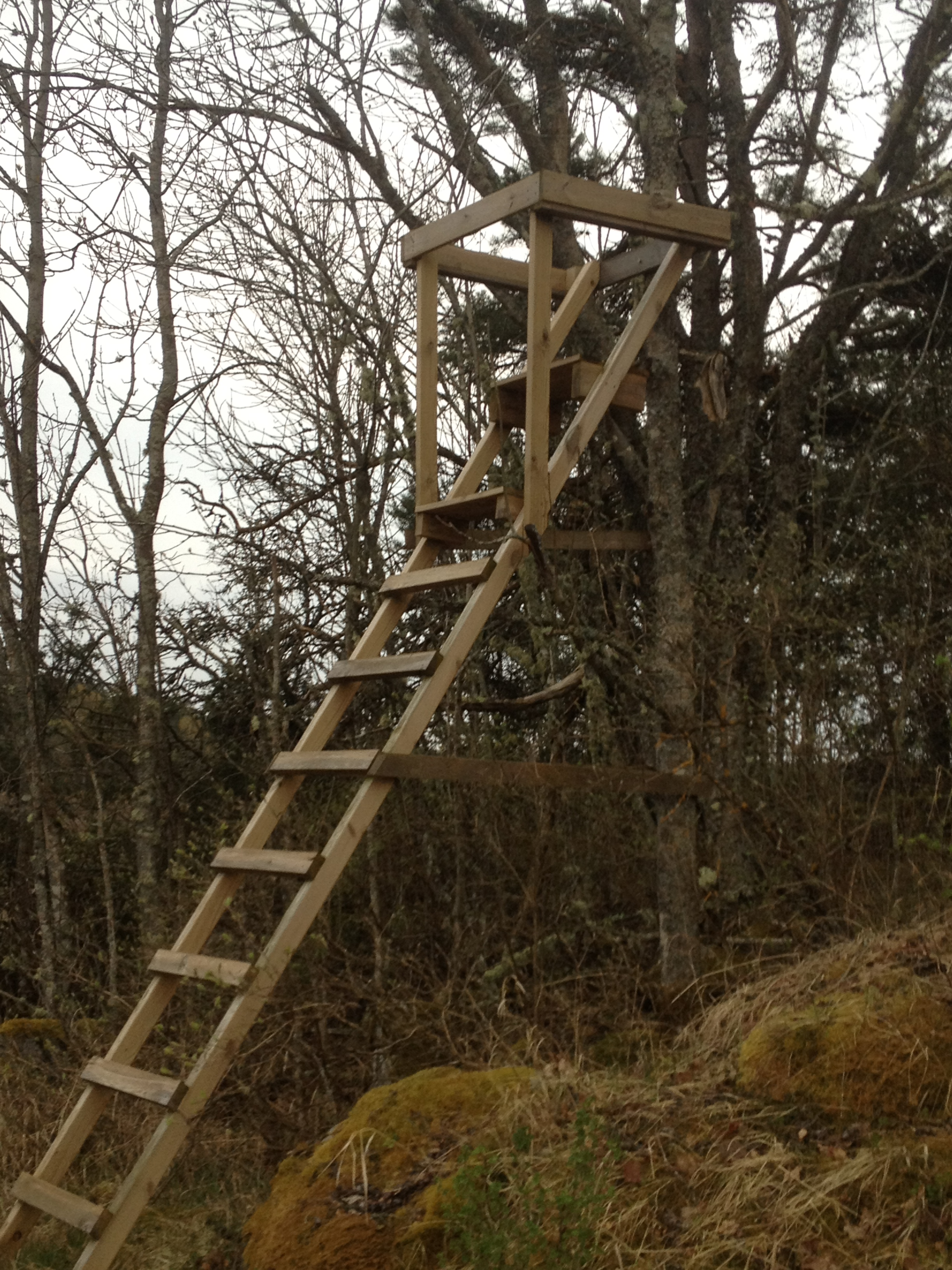
Skjutstege

## Jakttorn i Sverige

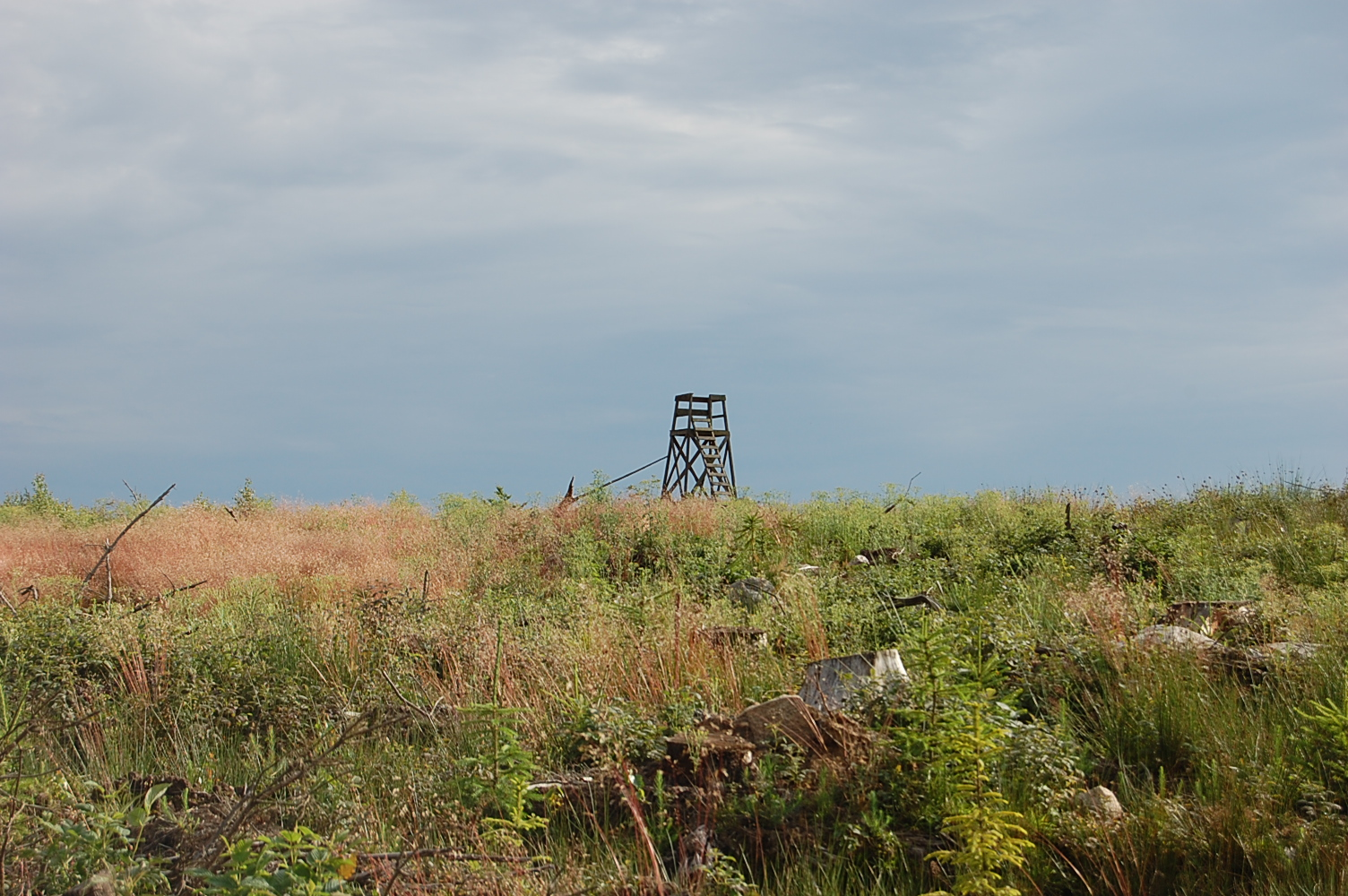
Jakttorn avsett för älgjakt på ett kalhygge i Sölvesborgs kommun.

Det finns inga exakta siffror på hur många jakttorn som förekommer i Sverige. Uppskattningar har gjorts från allt mellan ett par hundratusen upp till cirka 2 miljoner, men dessa är inte statistiskt belagda.
Konstruktionen kräver normalt inte bygglov utan endast tillstånd av markägaren. Stora markägare som SCA har vissa regler som fastställer deras konstruktion och val av material, exempelvis att de endast skall vara byggda av trä.
På naturreservat och liknande lagskyddade områden är det inte tillåtet att uppföra jakttorn, men dispens kan ges av Naturvårdsverket eller Länsstyrelsen.